# Albert Roussel

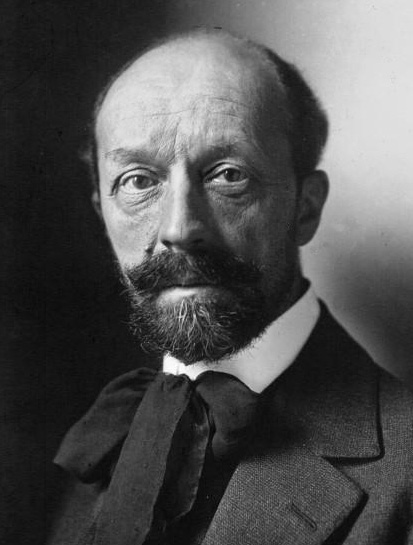
Albert Roussel 1923

Albert Charles Paul Roussel, född den 5 april 1869 i  Tourcoing, död den 23 augusti 1937 i Royan, var en fransk tonsättare och dirigent.

## Biografi
Roussel blev tidigt föräldralös och uppfostrades av släktingar. Han fick regelbundna pianolektioner, men satsade till en början på en bana som sjöofficer. Hans musikintresse tog emellertid överhanden och han tog 1894 avsked från marinen och började studerade musik vid Schola Cantorum i Paris. Han blev själv lärare där åren 1902-1914. Vid sitt deltagande i första världskriget som sjöofficer, blev han allvarligt sårad, vilket ledde till att han drog sig tillbaka och ägnade sig helt åt att komponera musik.
Hans genombrott som tonsättare kom 1912 med Èvocations, en symfoni i tre satser, med inspiration från en resa till Indien, som han företagit med sin hustru. Han fick samma år en beställning av direktören för Théâtre des Arts att komponera musiken till baletten Le festin de l'araignée. Ytterligare scenverk som tillkom var balettoperan Padmâvatî, som dock blev klar först efter krigsslutet 1918, och hade premiär 1923. Under 1920-talet skrev Roussel bland annat Suite en fa och två symfonier. 
Roussel uppvisar i sin musik impressionistiska drag med visst orientaliskt inflytande, men skrev under 1920-talet mera linjärt, inte minst i sina kammarmusikverk. 

## Verk

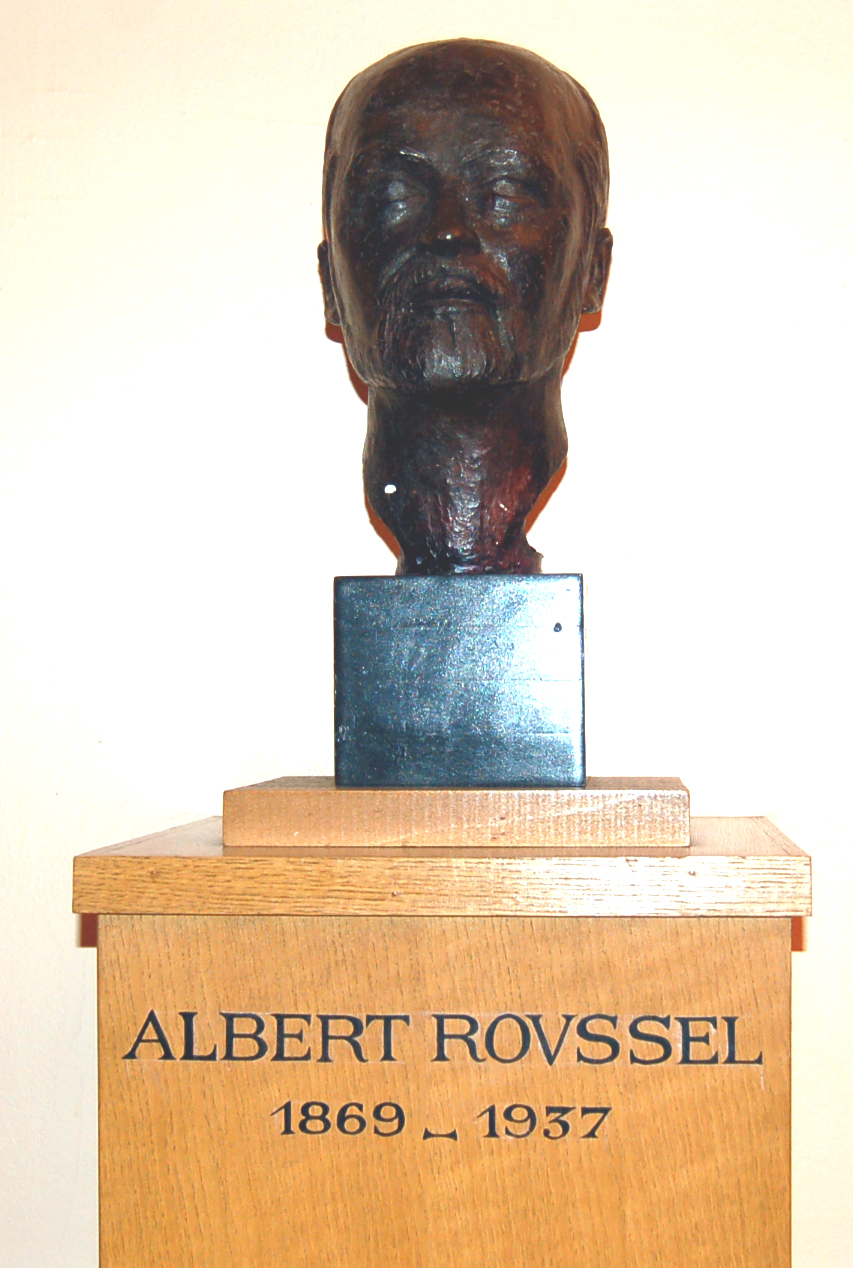
Albert Roussel.

### Scenisk musik
- Le marchand de sable qui passe. Scenisk musik op.13 (1908)
- Le festin de l'araignée. Balettpantomim op.17 (1912)
- Padmâvatî. Operabalett op.18 (1914–18; Uruppförande 1923)
- La naissance de la lyre. Scenisk musik op.24 (1923–1924)
- Bacchus et Ariane. Balett op.43 (1930)
- Le testament de la tante Caroline. Opéra-bouffe (1932–1933; Uruppförande 1936)
- Aenéas. Balett op.54 (1935)

### Symfonier
- Le poème de la forêt (Symfoni Nr.1) op.7 (1904–1906)
- Symfoni Nr.2 B-Dur op.23 (1919–1921)
- Symfoni Nr.3 g-moll op.42 (1929–1930)
- Symfoni Nr.4 A-Dur op.53 (1934)

### Övriga verk för orkester
- Résurrection. Symfoniskt förspel efter Tolstoj op.4 (1903)
- Évocations. Svit för alt, tenor, baryton, kör och orkester op.15 (1910–1911)
- Pour une fête de printemps. Symfonisk dikt op.22 (1920)
- Svit F-Dur op.33 (1926)
- Konsert för liten orkester op.34 (1926–1927)
- Pianokonsert G-Dur op.36 (1927)
- Liten svit op.39 (1929)
- A Glorious Day för militärkapell op.48 (1932)
- Symfonitta för stråkar op.52 (1934)
- Rhapsodie flamande op.56 (1936)
- Concertino för violoncell och orkester op.57 (1936)

### Kammarmusik
- Pianotrio op.2 (1902)
- Divertissement för blåsarkvintett och piano op.6 (1906)
- Violinsonat Nr.1 d-moll op.11 (1907–08)
- Impromptu för harpa op.21 (1919)
- Fanfare pour un sacre païen för bleckblåsare och trummor (1921)
- Joueurs de flûte för fjöjt och piano op.27 (1924)
- Violinsonat Nr.2 A-Dur op.28 (1924)
- Ségovia för gitarr op.29 (1925)
- Serenad för flöjt, violin, viola, cello och harpa op.30 (1925)
- Duo för fagott och cello eller kontrabas (1925)
- Trio för flöjt, viola och violoncell op.40 (1929)
- Prélude et Fughette för orgel op.41 (1929)
- Stråkkvartett D-Dur op.45 (1931–32)
- Stråktrio op.58 (1937)
- Andante för oboe, klarinett och fagott (1937)
- Elpénor för flöjt och stråkkvartett op.59

### Verk för piano
- Des heures passent op.1 (1898)
- Conte à la poupée (1904)
- Rustiques op.5 (1904–1906)
- Svit fiss-moll op.14 (1909–1910)
- Sonatin op.16 (1912)
- Petit canon perpetuel (1913)
- Doute (1919)
- L'accueil des muses (1920)
- Preludium och fuga op.46 (1932–1934)
- Trois morceaux op.49 (1933)

### Körverk
- 2 madrigaler (1897)
- Madrigal aux muses för kvinnostämmor op.25 (1923)
- Le bardit de francs för manskör, bleckblåsare och slagverk (1926)
- Psalm LXXX för tenor, kör och orkester op.37 (1928)

### Lieder
- 3 tidiga Lieder (omkring 1900)
- Quatre poèmes op.3 (1903)
- Quatre poèmes op.8 (1907)
- La ménace op.9 (1908; även i orkesterversion)
- Flammes op.10 (1908)
- Deux poèmes chinois op.12 (1907–1908)
- Deux mélodies op.20 (1919)
- Deux poèmes de Ronsard för sång och flöjt op.26 (1924)
- Odes anacréontiques op.31 (1926)
- Odes anacréontiques op.32 (1926)

- Deux poèmes chinois op.35 (1927)
- 2 Vocalises (1927–28)
- O bon vin, où as-tu crû (1928)
- Jazz dans la nuit op.38 (1928)
- Deux idylles op.44 (1931)

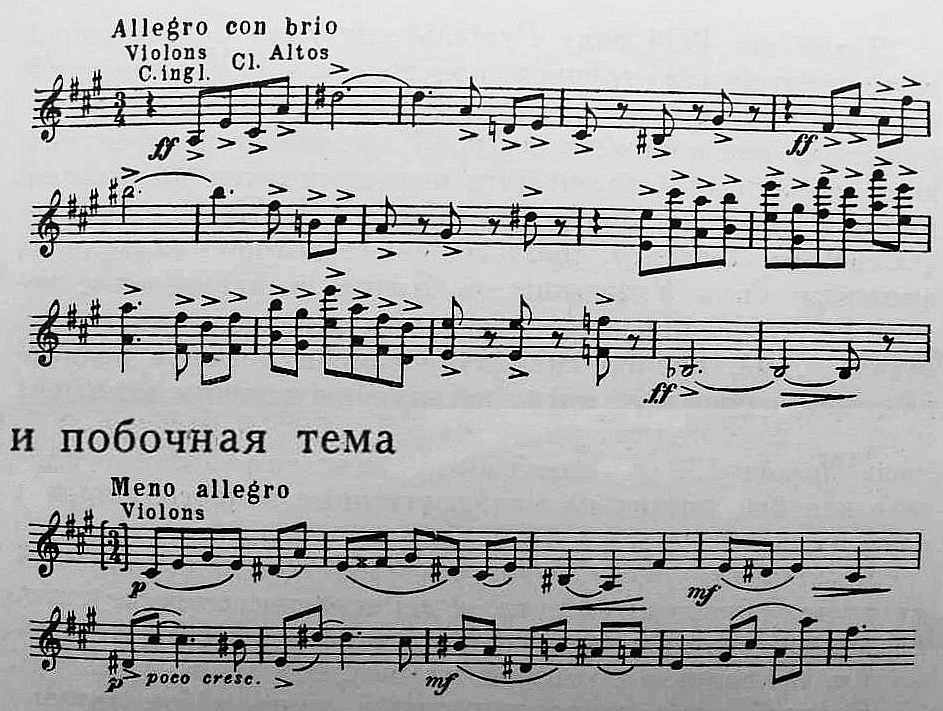
Albert Roussel, Symfoni Nr. 4 (part 1)

- A Flower Given to my Daughter (1931)
- Deux poèmes chinois op.47 (1932)
- Deux mélodies op.50 (1933–1934)
- Deux mélodies op.55 (1935)

## Diskografi (urval)
- The complete symphonies. Royal Scottish National Orchestra, Stephane Deneve, dirigent. Naxos. 4 CD. 2006-2009.[8]
- Serenade für Flöte,Harfe & Streicher op.30; Le Marchand de sable qui passe op. 13; Impromptu op. 21 f. Harfe; Duo f. Fagott & Kontrabaß;Divertissement f. Bläserquintett; Flötentrio op. 40. Czech nonet. Praga PRD 350018. CD. 1995.[8]